# Danylo Sych
Danylo Sych (en ucraniano: Данило Сич; 14 de enero de 2005) es un deportista ucraniano que compite en pentatlón moderno. Ganó una medalla de plata en el Campeonato Europeo de Pentatlón Moderno de 2025, en la prueba de relevo.

## Medallero internacional
| Campeonato Europeo | Campeonato Europeo | Campeonato Europeo | Campeonato Europeo |
| Año                | Lugar              | Medalla            | Competición        |
| ------------------ | ------------------ | ------------------ | ------------------ |
| 2025               | Madrid (España)    | Medalla de plata   | Relevo             |